# Марьевка (Ершовский район)
Марьевка — село в Ершовском районе Саратовской области, административный центр сельского поселения Марьевское муниципальное образование. 
Население - 336 (2010)

## История
Первоначально известно как сельцо Марьино. Согласно Списку населённых мест Российской империи по сведениям за 1859 год сельцо относилось к Новоузенскому уезду Самарской губернии. В Марьино проживало свыше 700 жителей. В Списке населённых мест Самарской губернии по сведениям за 1889 год значится как два населённых пункта - Марьевка 1-я и Марьевка 2-я. Согласно документу в Марьевке 1-й проживало 944 жителя, в Марьевке 2-й - 550 жителей. Обе Марьевки относились к Верхне-Кушумской волости
Согласно Списку населённых мест Самарской губернии 1910 года в селе имелось 2 сельских общества, здесь проживало 435 мужчин и 401 женщина, село населяли бывшие помещичьи крестьяне, преимущественно русские, православные, в селе имелись церковь, церковно-приходская школа и 3 ветряные мельницы.
В 1919 году в составе Новоузенского уезда село включено в состав Саратовской губернии.

## Физико-географическая характеристика
Село находится в Заволжье, в пределах Сыртовой равнины, относящейся к Восточно-Европейской равнине, на восточном берегу пруда, из которого берёт начало река Полуденка, на высоте около 60 метров над уровнем моря. Почвы - тёмно-каштановые.
По автомобильным дорогам расстояние до районного центра Ершов - 16 км (13 км по прямой в северном направлении), до областного центра города Саратова - 190 км. 
Часовой пояс
Марьевка, как и вся Саратовская область, находится в часовой зоне МСК+1. Смещение применяемого времени относительно UTC составляет +4:00.

## Население
Динамика численности населения по годам:
| Годы      | 1859 | 1889 | 1897 | 1910 | 2002 |
| --------- | ---- | ---- | ---- | ---- | ---- |
| Население | 723  | 1494 | 850  | 836  | 425  |

| 2002 | 2010 |
| ---- | ---- |
| 423  | ↘336 |